# Pologne aux Jeux olympiques d'été de 1948
L'équipe de Pologne olympique a remporté  1 médaille (en bronze) lors de ces Jeux olympiques d'été de 1948 à Londres, se situant à la 28e place des nations au tableau des médailles.
L'athlète Mieczysław Łomowski est le porte-drapeau d'une délégation polonaise comptant 37 sportifs (30 hommes et 7 femmes).

## Liste des médaillés polonais

### Médaille de bronze
| Sport                  | Discipline                | Sportifs          | Performance |
| Médaille de bronze : 1 |                           |                   |             |
| Boxe                   | Léger (moins de 61.24 kg) | Aleksy Antkiewicz |             |

## Engagés polonais par sport

### Athlétisme
| Hommes | Femmes |
| --- | --- |
| Poids - Mieczysław Łomowski, 4e - Witold Gerutto, 10e Saut en Longueur - Edward Adamczyk, 11e Décathlon - Edward Adamczyk, 9e - Wacław Kuźmicki, 16e - Witold Gerutto, 19e | Javelot - Melania Sinoracka, 11e Disque : - Jadwiga Wajs, 4e Saut en longueur : - Henryka Słomczewska-Nowak, 17e |

### Boxe
| Hommes |
| --- |
| Mouche (moins de 50.8 kg) - Janusz Kasperczak, 17e Coq (moins de 54 kg) - Wawrzyniec Bazarnik, 17e Léger (moins de 61.24 kg) - Aleksy Antkiewicz, Médaille de bronze Welter (moins de 66.68 kg) - Zygmunt Chychła, 5e Moyen (moins de 72.57 kg) - Antoni Kolczyński, 9e Mi-lourd (moins de 79.38 kg) - Franciszek Szymura, 5e |

### Canoë-Kayak
| Hommes |
| --- |
| K1 1 000 m - Czesław Sobieraj K1 10 000 m - Czesław Sobieraj, 7e K2 1 000 m - Alfons Jeżewski et Marian Matłoka K2 10 000 m - Alfons Jeżewski et Marian Matłoka, 10e |

### Escrime
| Hommes | Femmes                              |
| --- | ----------------------------------- |
| Épée individuel - Jan Nawrocki - Rajmund Karwicki Sabre individuel - Antoni Sobik - Teodor Zaczyk - Bolesław Banaś Épée par équipe - Antoni Sobik, Rajmund Karwicki, Jan Nawrocki, Teodor Zaczyk et Bolesław Banaś Fleuret individuel - Irena Nawrocka Sabre par équipe - Antoni Sobik, Bolesław Banaś, Teodor Zaczyk, Jerzy Wójcik, Jan Nawrocki, 5e | Fleuret individuel - Irena Nawrocka |

### Art
- Zbigniew Turski reçoit la médaille d'or